# Hönsbär

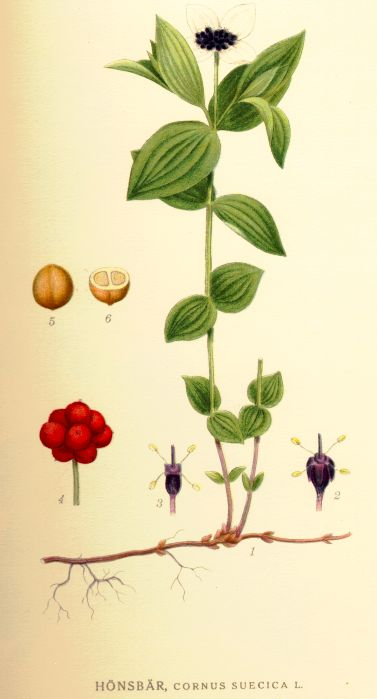

Hönsbär (Cornus suecica) är en växtart i familjen kornellväxter.
Arten förekommer naturligt från norra Europa till Island, nordöstra Asien, norra Nordamerika och Grönland. Växten är vanlig i norra och mellersta Sverige, hela Norge och hela Finland, men sällsynt i södra Sverige och saknas i några landskap. Den har en övervägande nordlig utbredning och trivs bäst på lågt liggande, fuktiga och kalla ställen, som havskusterna och fjälltrakternas myrar, som den följer upp över trädgränsen. Enligt inventering i Jämtland nådde hönsbär 975 m på 1950-talet. 2008 hade växten klättrat upp till 1 140 m. En oberoende undersökning i Uralbergen har visat liknande tendens. 
Hönsbär är en 10-25 cm hög och flerårig ört. I flera avseenden liknar den skogskornell (C. sanguinea), men i andra avseenden skiljer den sig, särskilt när det gäller blomningen. Den har nämligen mycket små blommor som till alla sina delar utom ståndarna är svartröda. För att insekter ändå ska lockas (jämför avsnitt Etymologi nedan), har växten en "sammansatt blomma" med ett stort och lysande skenbart blomhylle, genom att de fyra översta bladen omvandlats till högblad av vit färg som sitter i en krans som ett svepe, men härmande en blomkrona. I mitten är den lilla svartvioletta blomställningen samlad, en enkel flock. 
Stenbären är röda och har svagt sötaktig men fadd smak.
Den blommar vid sommarens början, men de fyra bladen gör, att blomningen ser ut att räcka långt fram mot hösten.
Hönsbär har tidigare använts som höns- och grisfoder.

## Hybrider
Hönsbärets hybrid med amerikanskt hönsbär (C. canadensis) har fått namnet hybridhönsbär (C ×unalaschkensis) och odlas ibland som prydnadsväxt.

## Synonymer
- Arctocrania suecica (L.) Nakai
- Chamaepericlymenum suecicum (L.) Asch. & Graebn.
- Cornella suecica (L.) Rydb.
- Eukrania suecica (L.) Raf.
- Cornus suecica f. semivirescens Vict.

## Bygdemål
| Namn         | Trakt                   | Referens |
| ------------ | ----------------------- | -------- |
| Broskber     | Västerbotten            | [ 3 ]    |
| Holteblomma  | Götaland                | [ 4 ]    |
| Hönsbär      |                         |          |
| Hönsebär     |                         |          |
| Hönson       |                         |          |
| Knöllsterbär | Svenskfinland           | [ 5 ]    |
| Skrubb-bär   | Bohuslän, Svenskfinland | [ 4 ]    |
| Smörbär      |                         |          |
| Svinbär      | Västerbotten            | [ 4 ]    |

### Etymologi
- Hönsbär och liknande har växten fått av att orrhöns gärna äter dess bär.
- Skrubb-bär kommer av att hönsbäret gärna besöks av en speciell bärfisart (Cimex baccarum), som i bygdemål kallas skrubba.